# Ayub El Harrak
Ayub El Harrak Rouas, conocido como «Ayub» (Barcelona, 26 de agosto de 1994), es un futbolista hispanomarroquí. Con contrato en vigor con el Girona FC, juega cedido en el Marbella FC.

## Biografía
Se formó en las categorías inferiores del CE Mataró, llegando a jugar con el primer equipo. El 19 de julio de 2013 firmó por dos años con el equipo húngaro MTK Budapest FC, de la primera división húngara.
Ayub jugó su primer partido como profesional el 9 de agosto, entrando como suplente a finales del encuentro perdiendo en casa 0-1 contra el Szombathelyi Haladás, jugó tres partido más acumulando un total de 136 minutos.
El 21 de julio de 2014 regresó a España, fichando por el Real Valladolid B.

El 13 de julio de 2015 fichó por tres temporada por el Girona FC, siendo inmediatamente cedido al Marbella FC.